# 汉克·莱夫科维茨
亨利·A·莱夫科维茨（英語：Henry A. Lefkowitz，1923年8月31日—2007年4月27日），美国NBA联盟前职业篮球运动员。